# 21.ª etapa del Giro de Italia 2024
La 21.ª etapa del Giro de Italia 2024 tuvo lugar el 26 de mayo de 2024 y consistió en una etapa de llana con inicio y final en Roma, sobre un recorrido de 125 km y fue la última del Giro. Esta fue ganada por el belga Tim Merlier y el esloveno Tadej Pogačar de UAE Emirates obtuvo la victoria final en el Giro de Italia 2024.

## Clasificación de la etapa
| Roma - Roma | etapa llana | (125 km) |

| \| Clasificación de la etapa \| Clasificación de la etapa \| Clasificación de la etapa \| Clasificación de la etapa \| Clasificación de la etapa \| \| Ciclista \| Ciclista \| Equipo \| Tiempo \| \| \| ------------------------- \| ------------------------- \| -------------------------- \| ------------------------- \| ------------------------- \| \| 1.º \| Tim Merlier \| Soudal Quick-Step \| 2 h 51 min 50 s \| \| \| 2.º \| Jonathan Milan \| Lidl-Trek \| + 0 s \| \| \| 3.º \| Kaden Groves \| Alpecin-Deceuninck \| + 0 s \| \| \| 4.º \| Fernando Gaviria \| Movistar Team \| + 0 s \| \| \| 5.º \| Tim Van Dijke \| Team Visma \\| Lease a Bike \| + 0 s \| \| \| 6.º \| Stanisław Aniołkowski \| Cofidis \| + 0 s \| \| \| 7.º \| Alberto Dainese \| Tudor Pro Cycling Team \| + 0 s \| \| \| 8.º \| Giovanni Lonardi \| Team Polti Kometa \| + 0 s \| \| \| 9.º \| Caleb Ewan \| Team Jayco AlUla \| + 0 s \| \| \| 10.º \| Donavan Grondin \| Arkéa-B&B Hotels \| + 0 s \| \| |                       |                            |                 |
| |                       |                            |                 |
| Fuentes: ProCyclingStats Cycling Quotient |                       |                            |                 |
| Clasificación de la etapa |                       |                            |                 |
| Ciclista | Ciclista              | Equipo                     | Tiempo          |
| 1.º | Tim Merlier           | Soudal Quick-Step          | 2 h 51 min 50 s |
| 2.º | Jonathan Milan        | Lidl-Trek                  | + 0 s           |
| 3.º | Kaden Groves          | Alpecin-Deceuninck         | + 0 s           |
| 4.º | Fernando Gaviria      | Movistar Team              | + 0 s           |
| 5.º | Tim Van Dijke         | Team Visma \| Lease a Bike | + 0 s           |
| 6.º | Stanisław Aniołkowski | Cofidis                    | + 0 s           |
| 7.º | Alberto Dainese       | Tudor Pro Cycling Team     | + 0 s           |
| 8.º | Giovanni Lonardi      | Team Polti Kometa          | + 0 s           |
| 9.º | Caleb Ewan            | Team Jayco AlUla           | + 0 s           |
| 10.º | Donavan Grondin       | Arkéa-B&B Hotels           | + 0 s           |

## Clasificaciones al final de la etapa

### Clasificación general(Maglia Rosa)
| \| Clasificación general \| Clasificación general \| Clasificación general \| Clasificación general \| Clasificación general \| \| Ciclista \| Ciclista \| Equipo \| Tiempo \| \| \| --------------------- \| ---------------------- \| -------------------------- \| --------------------- \| --------------------- \| \| 1.º \| Tadej Pogačar \| UAE Team Emirates \| 79 h 14 min 03 s \| \| \| 2.º \| Daniel Felipe Martínez \| Bora-Hansgrohe \| + 9 min 56 s \| \| \| 3.º \| Geraint Thomas \| Ineos Grenadiers \| + 10 min 24 s \| \| \| 4.º \| Ben O'Connor \| Decathlon-AG2R La Mondiale \| + 12 min 07 s \| \| \| 5.º \| Antonio Tiberi \| Bahrain Victorious \| + 12 min 49 s \| \| \| 6.º \| Thymen Arensman \| Ineos Grenadiers \| + 14 min 31 s \| \| \| 7.º \| Einer Rubio \| Movistar Team \| + 15 min 52 s \| \| \| 8.º \| Jan Hirt \| Soudal Quick-Step \| + 18 min 05 s \| \| \| 9.º \| Romain Bardet \| Team dsm-firmenich PostNL \| + 20 min 32 s \| \| \| 10.º \| Michael Storer \| Tudor Pro Cycling Team \| + 21 min 11 s \| \| |                        |                            |                  |
| |                        |                            |                  |
| Fuentes: ProCyclingStats Cycling Quotient |                        |                            |                  |
| Clasificación general |                        |                            |                  |
| Ciclista | Ciclista               | Equipo                     | Tiempo           |
| 1.º | Tadej Pogačar          | UAE Team Emirates          | 79 h 14 min 03 s |
| 2.º | Daniel Felipe Martínez | Bora-Hansgrohe             | + 9 min 56 s     |
| 3.º | Geraint Thomas         | Ineos Grenadiers           | + 10 min 24 s    |
| 4.º | Ben O'Connor           | Decathlon-AG2R La Mondiale | + 12 min 07 s    |
| 5.º | Antonio Tiberi         | Bahrain Victorious         | + 12 min 49 s    |
| 6.º | Thymen Arensman        | Ineos Grenadiers           | + 14 min 31 s    |
| 7.º | Einer Rubio            | Movistar Team              | + 15 min 52 s    |
| 8.º | Jan Hirt               | Soudal Quick-Step          | + 18 min 05 s    |
| 9.º | Romain Bardet          | Team dsm-firmenich PostNL  | + 20 min 32 s    |
| 10.º | Michael Storer         | Tudor Pro Cycling Team     | + 21 min 11 s    |

### Clasificación por puntos(Maglia Ciclamino)
| Clasificación por puntos | Clasificación por puntos | Clasificación por puntos      | Clasificación por puntos | Clasificación por puntos |
| Ciclista                 | Ciclista                 | Equipo                        | Puntos                   |                          |
| ------------------------ | ------------------------ | ----------------------------- | ------------------------ | ------------------------ |
| 1.º                      | Jonathan Milan           | Lidl-Trek                     | 352 pts                  |                          |
| 2.º                      | Kaden Groves             | Alpecin-Deceuninck            | 225 pts                  |                          |
| 3.º                      | Tim Merlier              | Soudal Quick-Step             | 193 pts                  |                          |
| 4.º                      | Julian Alaphilippe       | Soudal Quick-Step             | 132 pts                  |                          |
| 5.º                      | Tadej Pogačar            | UAE Team Emirates             | 126 pts                  |                          |
| 6.º                      | Andrea Pietrobon         | Team Polti Kometa             | 117 pts                  |                          |
| 7.º                      | Filippo Fiorelli         | VF Group-Bardiani CSF-Faizanè | 116 pts                  |                          |
| 8.º                      | Davide Ballerini         | Astana Qazaqstan Team         | 84 pts                   |                          |
| 9.º                      | Jhonatan Narváez         | Ineos Grenadiers              | 80 pts                   |                          |
| 10.º                     | Stanisław Aniołkowski    | Cofidis                       | 78 pts                   |                          |

### Clasificación de la montaña(Maglia Azzurra)
| Clasificación de la montaña | Clasificación de la montaña | Clasificación de la montaña   | Clasificación de la montaña | Clasificación de la montaña |
| Ciclista                    | Ciclista                    | Equipo                        | Puntos                      |                             |
| --------------------------- | --------------------------- | ----------------------------- | --------------------------- | --------------------------- |
| 1.º                         | Tadej Pogačar               | UAE Team Emirates             | 270 pts                     |                             |
| 2.º                         | Giulio Pellizzari           | VF Group-Bardiani CSF-Faizanè | 206 pts                     |                             |
| 3.º                         | Georg Steinhauser           | EF Education-EasyPost         | 153 pts                     |                             |
| 4.º                         | Nairo Quintana              | Movistar Team                 | 114 pts                     |                             |
| 5.º                         | Julian Alaphilippe          | Soudal Quick-Step             | 101 pts                     |                             |
| 6.º                         | Daniel Felipe Martínez      | Bora-Hansgrohe                | 81 pts                      |                             |
| 7.º                         | Simon Geschke               | Cofidis                       | 78 pts                      |                             |
| 8.º                         | Valentin Paret-Peintre      | Decathlon-AG2R La Mondiale    | 59 pts                      |                             |
| 9.º                         | Romain Bardet               | Team dsm-firmenich PostNL     | 47 pts                      |                             |
| 10.º                        | Amanuel Ghebreigzabhier     | Lidl-Trek                     | 42 pts                      |                             |

### Clasificación de los jóvenes(Maglia Bianca)
| Clasificación del mejor joven | Clasificación del mejor joven | Clasificación del mejor joven | Clasificación del mejor joven | Clasificación del mejor joven |
| Ciclista                      | Ciclista                      | Equipo                        | Tiempo                        |                               |
| ----------------------------- | ----------------------------- | ----------------------------- | ----------------------------- | ----------------------------- |
| 1.º                           | Antonio Tiberi                | Bahrain Victorious            | 79 h 26 min 52 s              |                               |
| 2.º                           | Thymen Arensman               | Ineos Grenadiers              | + 1 min 42 s                  |                               |
| 3.º                           | Filippo Zana                  | Team Jayco AlUla              | + 11 min 10 s                 |                               |
| 4.º                           | Davide Piganzoli              | Team Polti Kometa             | + 19 min 34 s                 |                               |
| 5.º                           | Valentin Paret-Peintre        | Decathlon-AG2R La Mondiale    | + 30 min 37 s                 |                               |
| 6.º                           | Alex Baudin                   | Decathlon-AG2R La Mondiale    | + 47 min 58 s                 |                               |
| 7.º                           | Giovanni Aleotti              | Bora-Hansgrohe                | + 1 h 00 min 14 s             |                               |
| 8.º                           | Edoardo Zambanini             | Bahrain Victorious            | + 1 h 13 min 07 s             |                               |
| 9.º                           | Kevin Vermaerke               | Team dsm-firmenich PostNL     | + 1 h 20 min 52 s             |                               |
| 10.º                          | Mauri Vansevenant             | Soudal Quick-Step             | + 1 h 34 min 54 s             |                               |

### Clasificación por equipos"Súper team"
| Clasificación por equipos | Clasificación por equipos     | Clasificación por equipos | Clasificación por equipos |
| Equipo                    | Equipo                        | Tiempo                    |                           |
| ------------------------- | ----------------------------- | ------------------------- | ------------------------- |
| 1.º                       | Decathlon-AG2R La Mondiale    | 238 h 30 min 07 s         |                           |
| 2.º                       | Ineos Grenadiers              | + 44 min 23 s             |                           |
| 3.º                       | UAE Team Emirates             | + 1 h 01 min 50 s         |                           |
| 4.º                       | Bahrain Victorious            | + 1 h 20 min 25 s         |                           |
| 5.º                       | Movistar Team                 | + 1 h 51 min 00 s         |                           |
| 6.º                       | Astana Qazaqstan Team         | + 1 h 58 min 31 s         |                           |
| 7.º                       | VF Group-Bardiani CSF-Faizané | + 2 h 16 min 59 s         |                           |
| 8.º                       | Team dsm-firmenich PostNL     | + 2 h 18 min 50 s         |                           |
| 9.º                       | Bora-Hansgrohe                | + 2 h 45 min 37 s         |                           |
| 10.º                      | Soudal Quick-Step             | + 2 h 59 min 42 s         |                           |

## Abandonos
Ninguno.